# Симфония псалмов (балет)
«Симфо́ния псалмо́в» (Psalmensymfonie) — одноактный танцевальный спектакль Иржи Килиана, поставленный на музыку одноимённого симфонического произведения для хора и оркестра Игоря Стравинского (1930).
Премьера состоялась 24 ноября 1978 в Гааге на сцене «Циркус-театра» в исполнении артистов Нидерландского театра танца. Оформление: Уильям Кац (сценография), Йоп Стоквис (костюмы), Йоп Каборт (световой дизайн, реализация идеи Иржи Килиана). В оформлении доминирует мозаика из восточных ковров красных оттенков, размещённая на чёрном заднике. Артистки одеты в платья-комбинации пастельных цветов длиною до щиколотки, артисты — в светлые рубашки и чёрные облегающие брюки. В танце активно используется ряд из 8 «шейкерских» деревянных стульев с высокой спинкой.
Хореография, решённая в стилистике современного танца, исполняется в мягких туфлях. В балете отсутствуют сольные и второстепенные партии — все 16 исполнителей имеют равноправное значение. Премьеру танцевали Shane Carroll, Marly Knoben, Gerald Tibbs, Joke Zijlstra, Eve Walstrum, Leigh Matthews, Sabine Kupferberg, Nils Christe, James Vincent, Alida Chase, Glen Eddy, Peter Lawrence, Pauline Schenk, Susan McKee, Ric McCullough, Michael Sanders.
В том же году чуть ранее хореографом был создан спектакль на музыку Леоша Яначека «Симфониетта» — работа, впервые представленная в США, на фестивале Сполето в Чарлстоне, принесла ему международную известность.
В 1979 году балет бы заснят для телевидения (режиссёр Фред Босман).